# Eosentomon
Eosentomon är ett släkte av urinsekter som beskrevs av Berlese. Eosentomon ingår i familjen trakétrevfotingar.

## Dottertaxa tillEosentomon, i alfabetisk ordning[1][2]
- Eosentomon actitum
- Eosentomon adakense
- Eosentomon adami
- Eosentomon affine
- Eosentomon afrorostratum
- Eosentomon agaeophthalmum
- Eosentomon ailaoense
- Eosentomon alaskaense
- Eosentomon alcirae
- Eosentomon angolae
- Eosentomon ankarafantsikaense
- Eosentomon antrimense
- Eosentomon aquilinum
- Eosentomon armatum
- Eosentomon asahi
- Eosentomon asakawaense
- Eosentomon australicum
- Eosentomon bannaense
- Eosentomon belli
- Eosentomon beltrani
- Eosentomon bernardi
- Eosentomon betschi
- Eosentomon bilapilli
- Eosentomon binchuanense
- Eosentomon bloszyki
- Eosentomon boedvarssoni
- Eosentomon boguslavi
- Eosentomon bohemicum
- Eosentomon bolivari
- Eosentomon boneti
- Eosentomon bornemisszai
- Eosentomon brevicorpusculum
- Eosentomon brevisensorium
- Eosentomon brevisetosum
- Eosentomon bryophilum
- Eosentomon burahacabanicum
- Eosentomon caatingae
- Eosentomon caddoense
- Eosentomon canadense
- Eosentomon canarinum
- Eosentomon carolae
- Eosentomon carolinae
- Eosentomon carpaticum
- Eosentomon cetium
- Eosentomon ceylonicum
- Eosentomon chantek
- Eosentomon chickasawense
- Eosentomon chishiaense
- Eosentomon christianseni
- Eosentomon chunchengense
- Eosentomon chuxiongense
- Eosentomon cocqueti
- Eosentomon coiffaiti
- Eosentomon columbiense
- Eosentomon commune
- Eosentomon condei
- Eosentomon convexoculi
- Eosentomon copelandi
- Eosentomon coruscoculi
- Eosentomon crassum
- Eosentomon crypticum
- Eosentomon curupira
- Eosentomon daii
- Eosentomon daliense
- Eosentomon dawsoni
- Eosentomon delicatum
- Eosentomon denisi
- Eosentomon depilatum
- Eosentomon destitutum
- Eosentomon dian
- Eosentomon dimecempodi
- Eosentomon dissimile
- Eosentomon dounanense
- Eosentomon drymoetes
- Eosentomon dureyi
- Eosentomon dusun
- Eosentomon enigmaticum
- Eosentomon erwini
- Eosentomon ewingi
- Eosentomon fichteliense
- Eosentomon foliaceum
- Eosentomon foroiuliense
- Eosentomon francoisi
- Eosentomon funkei
- Eosentomon gabonense
- Eosentomon gamae
- Eosentomon gaoligongense
- Eosentomon germanicum
- Eosentomon gimangi
- Eosentomon gisini
- Eosentomon gracile
- Eosentomon gramineum
- Eosentomon guadalcanalense
- Eosentomon guyongense
- Eosentomon hainanense
- Eosentomon hargrovei
- Eosentomon heatherproctorae
- Eosentomon hoogstraali
- Eosentomon huatingense
- Eosentomon huetheri
- Eosentomon hunnicutti
- Eosentomon hwashanense
- Eosentomon hyatti
- Eosentomon iban
- Eosentomon imadatei
- Eosentomon imbutum
- Eosentomon indicum
- Eosentomon insularum
- Eosentomon intermedium
- Eosentomon iranicum
- Eosentomon jabanicum
- Eosentomon jinggangense
- Eosentomon jinhongense
- Eosentomon jinxiuense
- Eosentomon juni
- Eosentomon kamenickiense
- Eosentomon kimum
- Eosentomon kloomi
- Eosentomon konsenense
- Eosentomon kumei
- Eosentomon lancanicum
- Eosentomon lapilloculi
- Eosentomon lijiangense
- Eosentomon lineare
- Eosentomon longisquamum
- Eosentomon luquanense
- Eosentomon lusitanicum
- Eosentomon luxembourgense
- Eosentomon luzonense
- Eosentomon maai
- Eosentomon machadoi
- Eosentomon macronyx
- Eosentomon madagascariense
- Eosentomon magnum
- Eosentomon margarops
- Eosentomon mariae
- Eosentomon maryae
- Eosentomon massoudi
- Eosentomon matahari
- Eosentomon maximum
- Eosentomon maya
- Eosentomon medleri
- Eosentomon megaglenum
- Eosentomon megastigma
- Eosentomon megatibiense
- Eosentomon meizotarsi
- Eosentomon melanesiense
- Eosentomon mexicanum
- Eosentomon microphthalmus
- Eosentomon minutum
- Eosentomon mirabile
- Eosentomon miroglenum
- Eosentomon mixtum
- Eosentomon mogadishense
- Eosentomon monlaense
- Eosentomon montanum
- Eosentomon murphyi
- Eosentomon mutti
- Eosentomon nanningense
- Eosentomon nayari
- Eosentomon nigeriense
- Eosentomon nivoculum
- Eosentomon noonadanae
- Eosentomon noseki
- Eosentomon notiale
- Eosentomon novemchaetum
- Eosentomon nudilabratum
- Eosentomon nujiangense
- Eosentomon nupri
- Eosentomon occidentale
- Eosentomon oceaniae
- Eosentomon orientale
- Eosentomon osageorum
- Eosentomon pacificum
- Eosentomon pairathi
- Eosentomon paktai
- Eosentomon pallidum
- Eosentomon palustre
- Eosentomon paramonis
- Eosentomon parvum
- Eosentomon pasohense
- Eosentomon pastorale
- Eosentomon paucrum
- Eosentomon pelaezi
- Eosentomon penelopae
- Eosentomon perreti
- Eosentomon pinetorum
- Eosentomon pinkyae
- Eosentomon pinusbanksianae
- Eosentomon polonicum
- Eosentomon pomari
- Eosentomon posnaniense
- Eosentomon pratense
- Eosentomon proximum
- Eosentomon pruni
- Eosentomon pseudowheeleri
- Eosentomon pseudoyosemitense
- Eosentomon puertoricoense
- Eosentomon pusillum
- Eosentomon quadridentatum
- Eosentomon quapawense
- Eosentomon rachelae
- Eosentomon rafalskii
- Eosentomon recula
- Eosentomon rehaiense
- Eosentomon renateae
- Eosentomon richardi
- Eosentomon rishir
- Eosentomon riyuetanense
- Eosentomon romanum
- Eosentomon ruiliense
- Eosentomon rusekianum
- Eosentomon saharense
- Eosentomon sakura
- Eosentomon savannahense
- Eosentomon sawasdi
- Eosentomon sayani
- Eosentomon scytha
- Eosentomon semiarmatum
- Eosentomon sexsetosum
- Eosentomon shanghaiense
- Eosentomon shanum
- Eosentomon silesiacum
- Eosentomon silvaticum
- Eosentomon simile
- Eosentomon snideri
- Eosentomon sociale
- Eosentomon solarzi
- Eosentomon solomonense
- Eosentomon spanum
- Eosentomon squamigerum
- Eosentomon stachi
- Eosentomon stompi
- Eosentomon strioculi
- Eosentomon stumppi
- Eosentomon sturmi
- Eosentomon subglabrum
- Eosentomon subnudum
- Eosentomon sudeticum
- Eosentomon swani
- Eosentomon taiwanense
- Eosentomon tamurai
- Eosentomon tankoktongi
- Eosentomon tapiasum
- Eosentomon temannegarai
- Eosentomon tengchongense
- Eosentomon tennesseense
- Eosentomon thamnooni
- Eosentomon thibaudi
- Eosentomon toi
- Eosentomon tokiokai
- Eosentomon tokui
- Eosentomon topochi
- Eosentomon torbongsi
- Eosentomon transitorium
- Eosentomon trivandricum
- Eosentomon tropicum
- Eosentomon tschergense
- Eosentomon turneri
- Eosentomon tuxenanum
- Eosentomon udagawai
- Eosentomon udorni
- Eosentomon ulinense
- Eosentomon umbrosum
- Eosentomon unirecessum
- Eosentomon validum
- Eosentomon wanda
- Eosentomon weinerae
- Eosentomon venezuelense
- Eosentomon vermiforme
- Eosentomon vermontense
- Eosentomon westraliense
- Eosentomon wheeleri
- Eosentomon vindobonense
- Eosentomon womersleyi
- Eosentomon woroae
- Eosentomon vulgare
- Eosentomon wygodzinskyi
- Eosentomon xenomystax
- Eosentomon xinjiangense
- Eosentomon xishaense
- Eosentomon xueshanense
- Eosentomon yanaka
- Eosentomon yanshanense
- Eosentomon yezoense
- Eosentomon yilingense
- Eosentomon yinae
- Eosentomon yingjiangense
- Eosentomon yosemitense
- Eosentomon yulongense
- Eosentomon yunnanicum
- Eosentomon zelandicum
- Eosentomon zhanjiangense
- Eosentomon zixiense
- Eosentomon zodion